# Генри, Марта
Марта Генри (англ. Martha Henry, в девичестве Бас, Buhs; 17 февраля 1938, Детройт, США — 21 октября 2021, Стратфорд, Онтарио) — канадская актриса театра, кино и телевидения, театральный режиссёр и педагог, наиболее известная своей деятельностью в рамках Стратфордского шекспировского фестиваля, где исполняла роли более чем в 30 пьесах Шекспира. Компаньон ордена Канады (1990), лауреат премий «Джини» (5 раз) и «Джемини» (3 раза), лауреат Премии генерал-губернатора за достижения творческой карьеры (1996).

## Биография
Родилась в 1938 году в Детройте в семье Ллойда и Катлин (Конни) Бас. Родители развелись, когда девочке было 5 лет, и Конни, зарабатывавшая на жизнь как гастролирующий музыкант в ночных клубах, отослала Марту жить с дедушкой и бабушкой, Гленном и Роуз Хатч, в Гринвилл (Мичиган). Интерес к театру пробудили у девочки театральные сценарии, которые она случайно нашла в сундуке на чердаке, и мать, поощрявшая этот интерес, отдала Марту в частную школу «Кингсвуд» под Детройтом, где было хорошо поставлено преподавание сценического искусства. Прожив с родителями матери девять лет и окончив школу, Марта продолжила учёбу на театральном отделении Технологического института Карнеги в Питтсбурге. Летние каникулы она проводила в Канаде, выступая с любительской театральной труппой в Лимингтоне (Онтарио).
В 1957 году, будучи на экскурсии от университета на Стратфордском шекспировском фестивале в Канаде, Бас присутствовала на первой в истории фестиваля постановке «Гамлета» с Кристофером Пламмером в заглавной роли. Этот визит определил дальнейшую карьеру молодой американки, решившей переехать в Канаду ради участия в стратфордских постановках. В более позднем интервью она подчёркивала, что в США в то время «не было ничего похожего на Стратфорд».
По окончании вуза Бас переехала в Канаду в феврале 1959 года, получив статус постоянного резидента. Успешно пройдя прослушивание, она поступила в торонтский театр «Крест» (англ. Crest). Там Бас познакомилась с опытным актёром Поуисом Томасом, по совету которого продолжила изучение сценического мастерства в недавно открытой Национальной театральной школе Канады в Монреале. На втором году обучения в Национальной театральной школе она впервые появилась на сцене Стратфордского фестиваля. Молодая актриса сыграла во всех трёх пьесах Шекспира, которые были поставлены на фестивале в этом году, но внимание театроведов привлекли её роли в постановках «Макбета» (леди Макдуф) и, в особенности, «Бури» (Миранда). Историк фестиваля Джон Петтигрю писал: «Она выглядела, говорила и двигалась, как ангел».
После выступления на фестивале руководство Национальной театральной школы приняло решение о досрочном присвоении актрисе диплома выпускницы; таким образом, она стала первой выпускницей этого учебного заведения. В том же году Бас вышла замуж за канадского актёра Доннелли Родса Генри, с которым познакомилась в Национальной театральной школе. Хотя их брак оказался недолговечным (Доннелли продолжил свою актёрскую карьеру на телевидении в США), они расстались полюбовно и Марта в дальнейшем использовала его фамилию как часть своего сценического имени.
В 1968 году актриса вышла замуж за коллегу по сцене Дугласа Рейна, в том же году получившего известность как голос компьютера HAL 9000 в фильме «Космическая одиссея 2001 года»; в этом браке родилась дочь Эмма. Канадское гражданство Марта Генри получила в 1970 году. На протяжении большей части актёрской карьеры она продолжала играть в постановках Стратфордского фестиваля — в первую очередь в спектаклях по произведениям Шекспира (в общей сложности сыграв в постановках более чем 30 шекспировских пьес), но также и в сценических воплощениях произведений современных авторов. Суммарное количество постановок, в которых Генри сыграла в рамках Стратфордского фестиваля, превышает 70. Несмотря на красивую внешность, актриса почти с самого начала отказалась от амплуа инженю, вместо этого играя характерные роли; поворотным моментом стала роль миледи в постановке «Трёх мушкетёров» 1968 года, которую Генри сыграла с мелодраматическим размахом. В дальнейшем актриса сыграла также проститутку Доль Тершит («Генрих IV, часть 2»). Наиболее успешным было сотрудничество Генри с режиссёрами Джоном Хиршем (с которым она с 1961 года также работала в Театральном центре Манитобы) и Робином Филлипсом, а позднее — с Дианой Леблан, с которой она познакомилась и стала близкой подругой во время учёбы в Монреале.
Среди наиболее положительно воспринятых критиками ролей Генри была Изабелла в постановке 1975 года по пьесе Шекспира «Мера за меру». Этот спектакль был режиссёрским дебютом Филлипса на Статфордском фестивале, и общий тон отзывов отражала рецензия критика газеты Globe and Mail Г. Уиттакера, писавшего о «колоссальной серьёзности и цельности» актёрской игры Генри и назвавшего эту роль «экстраординарным этюдом экстраординарно чувствительной молодой актрисы». Успешно повторив эту роль на следующий год, Генри добавила к ней высоко оценённую критиками роль Ольги в чеховских «трёх сёстрах». В этой версии, режиссёром которой был Хирш, партнёршами Генри по сцене были Мэгги Смит и Марти Мараден. Она также часто делила сцену со своим вторым мужем Дугласом Рейном — они вместе играли в таких пьесах как «Сирано де Бержерак», «Тимон Афинский», «Мера за меру», «Генрих IV, часть 2», «Генрих VI», «Двенадцатая ночь», «Цвета в темноте» (Дж. Рини), «Перикл», «Суровое испытание» (А. Миллер) и «Дьяволы» (Дж. Уитинг). В 1980 году Генри впервые осуществила в рамках Стратфордского фестиваля самостоятельную постановку — её режиссёрским дебютом стал моноспектакль Дж. Обри «Краткие жизнеописания», в котором она также задействовала Дугласа Рейна.
После того как Джон Филлипс, занимавший должность художественного директора Стратфордского фестиваля, уволился из-за переутомления, Генри заняла этот пост в 1981 году одновременно с ещё тремя театральными деятелями — режиссёрами Питером Моссом и Пэм Брайтон и драматургом Урьо Каредой. Эта группа получила шуточное прозвище «Банда четырёх». Идея совмещения должности оказалась неудачной, вызвала резкую критику в прессе и противодействие в политических кругах, и руководство фестиваля быстро изменило своё решение, пригласив на должность художественного директора популярного британского режиссёра. Генри, оскорблённая отношением дирекции фестиваля, прервала своё участие в нём на несколько лет. В 1982 году она играла в театре Калгари в спектакле, поставленном Филлипсом по пьесе «Дальше на запад» Дж. Меррелла (современного канадского драматурга), а в 1988 году заняла должность художественного директора Гранд-театра в Лондоне (Онтарио), на которой оставалась до 1995 года. Расставшись со вторым мужем полюбовно, как и с первым, Генри вышла замуж в третий раз за актёра Рода Битти; свадьба состоялась в 1989 году.
Возвращение Генри на Стратфордский фестиваль состоялось только в 1994 году, когда она сыграла Мэри Тайрон в пьесе «Долгий день уходит в ночь» Ю. О’Нила, которую ставила Диана Леблан. Её исполнение было высоко оценено критиками, и она снова выступила в этой же пьесе на следующий год. Позже Генри появилась в этой же роли в экранизации пьесы, осуществлённой в 1996 году. В постановке 1994 года партнёром Генри был Уильям Хатт, в своё время игравший герцога Просперо в дебютном для актрисы спектакле «Буря». С Родом Битти Генри сыграла в 1999 в очередной стратфордской постановке «Макбета», где на сей раз исполняла роль леди Макбет. Спектакль не имел большого успеха, и пара рассталась вскоре после этого, сохранив, однако, хорошие отношения. В дальнейшем Генри и Битти вместе играли в постановках «Кто боится Вирджинии Вулф?» Э. Олби (2001) и «Хитроумный план щеголей» Дж. Фаркера (2014). В 2018 году Битти снова появился на сцене с Генри в «Буре», где 80-летняя актриса сыграла роль Просперо. Женская версия герцога-мага вызвала восторженные отклики критиков. Битти также играл в поставленных Генри спектаклях по «Двенадцатой ночи» (2017) и «Генриху VIII» (2018). Постановка «Генриха VIII», в которой Битти играл кардинала Уолси, стала последней режиссёрской работой на Стратфордском фестивале, где она в общей сложности поставила 14 спектаклей. Среди них удостоились самых высоких отзывов от театроведов её интерпретация «Ричарда II» (1999) и премьерная постановка «Елизаветы» Т. Финдли (2000).
Деятельность Генри в рамках Стратфордского фестиваля, в дополнение к сценической работе и режиссуре, включала также преподавание. Работу по развитию молодых дарований она начала уже будучи художественным директором Гранд-театра в Лондона, а в 2007 году сменила Дэвида Латама в должности директора Бирмингемской консерватории классического театрального образования в Стратфорде. На этом посту Генри оставалась до 2016 года, а с 2017 по 2020 год руководила семинаром классической режиссуры имени Майкла Лангама. Кроме того, она преподавала в своих родных вузах — Университете Карнеги — Меллона в Питтсбурге и Национальной театральной школе — и в Уинсорском университете.
Помимо Стратфордского фестиваля и Гранд-театра, Генри играла на фестивале Шоу, в Национальном центре искусств в Оттаве, на сценах Манитобы, Калгари, Эдмонтона (где в 1996 году выступила в роли «А» в канадской премьере пьесы «Три высоких женщины» Э. Олби) и Ванкувера, а также за рубежом — в Вашингтоне, в Линкольн-центре (Нью-Йорк) и театре Вест-Энда в Великобритании. В её репертуаре были в основном классические пьесы и произведения ведущих мировых драматургов и почти полностью отсутствовали работы канадских авторов, но она делала исключение для Джона Меррелла. После «Дальше на запад» Генри сыграла в его пьесах «Новый Свет» (1984), «В ожидании парада» (в которой также выступила в качестве режиссёра) и «Поставить Шекспира» (2013, в роли профессора-литературоведа, написанной специально для неё). Она активно снималась в кино и на телевидении и неоднократно была удостоена национальных телевизионных и кинопремий за свои роли.
В 2020 году у Марты Генри был диагностирован рак. После прохождения курса лечения она вернулась на подмостки. В одной из последних постановок, в которой она участвовала, актриса выходила на сцену, опираясь на две трости. В последней пьесе, в которой играла Генри, «Три высоких женщины» в интерпретации Стратфордского фестиваля (режиссёр Диана Леблан), она поначалу пользовалась ходунками, а в сентябре 2021 года, примерно через месяц после начала показов спектакля, пересела в инвалидное кресло. Свой последний спектакль актриса провела 9 октября 2021 года. Она скончалась через 12 дней после этого, ночью на 21 октября, у себя дома в Стратфорде, оставив после себя третьего мужа Рода Битти и дочь Эмму Рейн.

## Награды
В 1981 году Марта Генри была произведена в офицеры ордена Канады, а в 1990 году стала его компаньоном — высшая степень этой награды. В представлении к награде отмечались её заслуги как актрисы театра и кино и как художественного директора Гранд-театра в Лондоне (Онтарио). В 1994 году Генри стала также членом ордена Онтарио.
Телевизионная и кинокарьера Генри отмечена многочисленными национальными премиями. Она пять раз удостаивалась премии «Джини»:
- в 1979 году за роль в мини-сериале «Новоприбывшие» (англ. Newcomers);
- в 1983 году за фильм «Войны» (англ. The Wars, по адаптации одноимённого романа Т. Финдли Джоном Мерреллом);
- в 1986 году за роль в ленте «Танцы в темноте» (англ. Dancing in the Dark);
- в 1993 году за картину «Горчичная ванна» (англ. Mustard Bath);
- в 1996 году за роль в экранизации пьесы «Долгий день уходит в ночь».

Кроме этого, Генри трижды становилась лауреатом премии «Джемини»:
- в 1988 году за роль в сериале «Мон-Руаяль» (англ. Mount Royal);
- в 1989 году за телефильм «Славы хватит на всех» (англ. Glory Enough For All);
- в 1999 году за гостевое участие в сериале «Эмили из Молодого Месяца» (англ. Emily of New Moon).

В 1989 году Генри была удостоена премии Торонтского драматургического совета за вклад в развитие канадского театра. В 1996 году она стала лауреатом Премии генерал-губернатора за достижения творческой карьеры. Она также была почётным доктором Торонтского, Йоркского, Гуэлфского, Уинсорского университетов, Университета Западного Онтарио и Университета Уотерлу.